# Розанна (река)
Роза́нна (нем. Rosanna, [roˈzana]) — река на западе Австрии, течёт по территории округа Ландекк в федеральной земле Тироль. Левая составляющая реки Занна, которую образует, сливаясь с рекой Тризанна на высоте 870 м над уровнем моря.
Длина реки составляет 42,2 км. Площадь водосборного бассейна равняется 275,5 км². Ледники занимают 4,32 км² от территории водосборного бассейна.
Розанна вытекает из небольшого озера в горном массиве Ферваль (Центральные восточные Альпы) на высоте 2597 м над уровнем моря в южной части территории общины Санкт-Антон-ам-Арльберг.